# Krouch Chhmar
Krouch Chhmar es uno de los 16 distritos que forman la provincia camboyana de Tboung Khmum, con una población estimada en marzo de 2008 de 92 845 habitantes. Está dividido en las siguientes  comunas (khum), que se muestran asimismo con población estimada de 2008:
- Chhuk 10,443
- Chumnik 8,440
- Kampong Treas 7,567
- Kaoh Pir 2,291
- Krouch Chhmar 7,792
- Peus Muoy 6,975
- Peus Pir 5,205
- Preaek A Chi 6,274
- Roka Khnaor 9,407
- Svay Khleang 8,098
- Trea 7,824
- Tuol Snuol 12,529[1]